# Gotthard Harwing
Johan Gotthard Harwing, född 5 maj 1900 i Karlshamn, död 16 september 1985, var en svensk präst och målare.
Han var son till rådmannen Johan Johansson och Sofia Jönsson. Han var från 1926 gift med Rut Hedvig Julén.
Harwing studerade under fyra års tid vid teknisk skola samt vid Otte Skölds målarskola i Stockholm, därefter bedrev han konststudier i Tyskland, Danmark och Norge. Han har ställt ut separat i Hagfors, Ekshärad, Sunne, Sysslebäck och Malung
Bland hans offentliga arbeten märks  målningen Bergspredikan i Viljamsbols kapell, Kristus går på vattnet i Svenska sjömanskyrkan i Narvik, Oslo i nattstämning på Sunnemo Folkets hus samt Stilleben med blommor på Vasaorden i Minneapolis USA.
Hans konst består av landskap, stilleben och figursaker, ofta med bibliska motiv utförda i olja eller akvarell.
Vid sidan av konstnärskapet arbetade han som komminister i Sunnemo  1937-1969.